# Убийство в ТРЦ «Караван»
Убийство в ТРЦ Караван — событие, вызвавшее широкий общественный резонанс, произошедшее 26 сентября 2012 года, в городе Киеве, в районе Оболони, когда неизвестный хладнокровно расстрелял четверых охранников, поймавших его (по предварительной информации) на краже флэшки. Трое скончались на месте, четвёртый, дважды раненый в шею и лёгкое, в тяжёлом состоянии доставлен в реанимацию. Убийце удалось скрыться. Камеры видеонаблюдения зафиксировали преступника. Ориентировки с его приметами и фотографией были разосланы по всей Украине. За информацию о личности стрелка администрацией ТРЦ «Караван» было объявлено вознаграждение размером в сто тысяч гривен.

## Нападение
Охрана магазина, где торгуют компьютерной техникой, уличила одного из посетителей в краже зарядного устройства. Охранники завели мужчину в своё помещение и велели выворачивать карманы. Вор предпринял попытку уйти, но его остановили. Тогда он попытался уйти через другую дверь, но и это не получилось. После этого преступник пустил в ход пистолет, находившийся в кармане. Расправа длилась всего 16 секунд, преступник использовал все 9 пуль из магазина ИЖ-79, переделанного в боевой, используя патроны калибра 9×18 мм. Шесть пуль попали в четырёх охранников, три прошли мимо. Второго магазина по информации следствия у стрелка не было. Также был установлен гильзоулавливатель. Убийца скрылся с места преступления.
Вероятнее всего, убийца стрелял из газового пистолета ИЖ-79, переделанного в боевой, причём один патрон у него был в патроннике (то есть, оружие приведено в боевую готовность), а 8 — в магазине. Если эта версия верна, то убегал убийца уже с «голым» пистолетом.

## Жертвы
- Владимир Бурчак, 31 год, старший смены суточной охраны. Первая жертва, убит выстрелом в сердце.
- Александр Завадский, 27 лет, начальник охраны. Убит выстрелом в голову.
- Дмитрий Марченко, 28 лет, инженер по видеонаблюдению. Получил два ранения в плечо и живот, от которых скончался на месте.
- Павел Феденков, 31 год. Ранен в шею и лёгкое. Госпитализирован в тяжёлом состоянии.

## Ход расследования
Уже 26 сентября, через несколько часов после расстрела, жители г. Каменка-Бугская сообщили в милицию о сходстве человека на записи камер видеонаблюдения и некого Ярослава Мазурка. Подозреваемый исчез из дома 27 сентября и больше не появился ни в киевской квартире, ни в доме матери на Львовщине. Где находился Мазурок на протяжении последующих шести недель — неизвестно. В МВД утверждают, что пределов Украины он не покидал. 3 октября в доме матери Ярослава Мазурка был проведён обыск, позже обыск был также проведён в киевской квартире подозреваемого. Были изъяты золотые украшения (по версии следствия подозреваемый мог быть причастен к другим преступлениям, в том числе разбойным нападениям), электронные носители, гильзы, боеприпасы времен ВОВ, инструмент для чистки ствола, а также, по некоторым данным, устройство для изготовления самодельных пуль (именно такими были убиты охранники «Каравана»). 5 октября в МВД, на основании проведенной экспертизы ДНК, заявили, что «караванский стрелок» на 99,9 % — Ярослав Мазурок. Также в квартире подозреваемого была обнаружена обувь со следами крови погибших охранников. Мазурок был объявлен в розыск, с 10 октября 2012 года — в международный. За информацию о местонахождении стрелка администрация «Караван» объявила награду размером в сто тысяч гривен.

## Личность подозреваемого
Мазурок Ярослав Теодозиевич родился 13 июня 1974 г. в городе Каменка-Бугская, Львовской области, украинец, гражданин Украины. В детстве он жил в родном городе в полутораэтажном доме своих родителей. Мальчик вёл обычный образ жизни и ничем не отличался от сверстников. Активно занимался боксом. В 1989 году окончил школу № 1 г. Каменка-Бугская. Ярослав вместе с отцом Теодозием в 2001 году получили украинский патент номер 42575 на совершенствование автоматического стрелкового оружия, состоящий из семи пунктов.
В бурные 1990-е годы Мазурок попал в поле зрения правоохранителей за связь с преступным миром. По всей видимости, на тот момент уйти от ответственности Мазурку помог некий предприниматель Юрий М. Как утверждают правоохранители, предприниматель получил свой первый капитал не совсем законным путём, а затем вкладывал деньги в столичные коммерческие предприятия. В конце 1990-х предприниматель перебрался в Киев и забрал с собой Ярослава в качестве телохранителя.
В столице Мазурок нашёл себе жену, у них родилась дочь. Проживала молодая семья у родителей супруги. Затем по каким-то причинам пути Мазурка и Юрия М. разошлись, после чего первый стал испытывать серьёзные финансовые трудности. В 1995 году Мазурок работал в службе охраны корпорации «Республика». Бывшие коллеги вспоминают: Мазурок был человеком замкнутым, «себе на уме», в коллектив не влился. Через непродолжительное время был уволен за драку с напарником. Долгое время работал охранником на различных столичных предприятиях. В 2001 году — ТОВ «Сокол», в 2002 году работал оператором в ВС «Тест», в 2005 — ООО «Техноком», в 2008 — ТОВ «Волк».
Сотрудники ООО «Техноком», где Мазурок трудился в 2005 году, вспоминают: «Он был тихим, скрытным. О таких говорят: себе на уме. Единственное, о чём любил рассказывать, так это о своих занятиях боксом».
Соседи Мазурка характеризуют его как замкнутого молчаливого и грубого к окружающим человека. Так, например, оборудовав тамбурные двери лестничной клетки кодовым замком, Мазурок не сообщил код соседям.
Согласно базе данных ГАИ Украины на имя Мазурка Ярослава Теодозиевича был зарегистрирован автомобиль марки ВАЗ. Также Мазурок засветился в базе, где регистрируют владельцев оружия — некоторое время назад он подал туда заявление о потере газового пистолета. На Мазурка были зарегистрированы газовые пистолеты ИЖ-79 (копия пистолета ПМ), которые он приобрёл в 2004 и 2005 годах. Вскоре после покупок он писал заявления об их пропаже. По версии следствия, на самом деле он переделывал пистолеты под стрельбу боевыми патронами, самостоятельно растачивал и устанавливал на них стволы от боевого оружия.
По словам одноклассников, в школе Ярослав был очень спокойным, предельно уравновешенным и организованным парнем. «Его трудно очень было спровоцировать на какую-то агрессию или, как говорят, „вывести из себя“. Он никогда не поддавался на провокации», — сообщил один из одноклассников Ярослава. В то же время, одноклассница Ярослава, Ульяна, рассказала как в 16 лет он выбил девушке зуб. «Нам было по 16 лет. Мы просто что-то его спросили про школу, его это разозлило и он ни с того ни с сего ударил кулаком в лицо, попал в губы выбил зубы, начал бросаться. Мы начали его оттаскивать. Это был такой ужас», — рассказала женщина, отметив, что до сих пор боится расправы.

## Семья
- Мать — Мазурок (Торба) Галина Михайловна 18 сентября 1946 г. р.
- Отец — Мазурок Теодозий Николаевич 19 марта 1946 г. р. уроженец с Войславичи (умер в 2003 году).
- Жена — Мазурок (Козориз) Людмила Максимовна 1 июня 1974 г. р., уроженка г. Киева.
- Дочь — Мазурок Татьяна Ярославовна 31 июля 1997 г. р.

## Итог
7 ноября 2012 года тело человека, похожего на Ярослава Мазурка, было найдено в Сырецком парке Киева. Предварительная причина смерти — самоубийство, рядом с трупом был найден револьвер Нагана ЯТ 165 П с одной стреляной гильзой в барабане. Согласно результатам первичного исследования, этот револьвер переделан в нарезное огнестрельное оружие и пригоден для стрельбы. В кармане брюк погибшего правоохранители обнаружили паспорт гражданина Украины на имя Ярослава Мазурка, 13 июня 1974 года рождения, свидетельство о регистрации на мотоцикл «Ява», водительское удостоверение на имя Я. Мазурка, справку об идентификационном коде на имя Я. Мазурка. Экспертиза ДНК подтвердила, что погибший — Ярослав Мазурок.
17 ноября 2012 года Ярослав Мазурок был похоронен на Северном кладбище в 23 километрах от Киева.
11 апреля 2013 года дело о стрельбе в ТРЦ «Караван» было закрыто по причине смерти обвиняемого, с нарушением ч. 5 ст. 284 УПК Украины, где говорится: «1. Уголовное производство закрывается в случае, если… 5) умер подозреваемый, обвиняемый, кроме случаев, если производство необходимо для реабилитации умершего».

## Последствия
Тень «Караванского стрелка» не даёт покоя печально известному торговому центру даже после смерти Ярослава Мазурка.
14 ноября 2012 года представители партии «Братство» предприняли попытку установить мемориальную доску на здании ТРЦ «Караван» по ул. Луговая, 12 в честь Ярослава Мазурка. Около 10 молодых людей принесли доску размером около 50×40 см в металлической рамке. На синем фоне золотыми буквами на ней написано: «Здесь покупал товар и стрелял украинский нео-гайдамака Ярослав Мазурок». Когда представители «Братства» при помощи строительного клея попытались прикрепить эту доску к колонне на входе в ТРЦ, охрана «Каравана» и работники милиции помешали им осуществить задуманное. Был задержан один из участников акции и изъята доска. Поясняя необходимость проведения такого мероприятия, лидер «Братства» Дмитрий Корчинский отметил, что действия «караванского стрелка» были спровоцированы действиями охраны, которая, по его убеждению, «сама действовала вызывающе и неадекватно».
27 ноября 2012 года в эфир вышел очередной выпуск телепередачи Украинские сенсации — Операция «Караван». Журналисты провели собственное расследование в торговом центре «Караван» и выяснили шокирующие факты о том, что охранники «Каравана» занимаются систематическим вымогательством у тех, кого поймали на краже, требуя возмещение ущерба в пяти, а иногда и в десятикратном размере. Также они проводят собственное расследование тройного убийства, произошедшего 26 сентября 2012 года и выявляют ряд фактов, которые по их мнению ставят под сомнение официальную версию событий.
1 октября 2013 года, спустя год после трагических событий, единственный выживший охранник — Павел Феденков впервые дал интервью журналистам, в котором пролил свет на загадочную историю. Он подробно рассказал о событиях 26 сентября, о том как проводил преступника в комнату охраны и что именно там произошло. По словам Феденкова, стрелок был совершенно спокоен и неразговорчив, на все вопросы отвечал односложно и ничего не объяснял, на предложение оплатить товар — ответил категорическим отказом, а когда охрана собралась вызывать милицию — как по команде стал стрелять. Феденков не смог точно опознать в стрелявшем Ярослава Мазурка. В судебном порядке причастность к данному преступлению подозреваемого Мазурка Ярослава Теодозиевича пока не доказывалась.
Многие жители Украины до сих пор не верят в то, что «Караванский стрелок» — это Ярослав Мазурок. Например, спустя год после его смерти было выдвинуто предположение, что стрелок не Мазурок, а охранник депутата Бориса Колесникова.

## В массовой культуре
- «Украинские сенсации»:
  - Операция «Караван»
- «Про життя»:
  - Приговорить к расстрелу, часть 1
  - Приговорить к расстрелу, часть 2